# Chinese Basketball Association 2016-17
La Chinese Basketball Association 2016-17 fue la edición número 22 de la CBA, la primera división del baloncesto profesional de China. Los campeones fueron los Xinjiang Flying Tigers, que lograba su primer título, derrotando en las finales a los Guangdong Southern Tigers.

## Cambios en los equipos
Un equipo cambió de ciudad y de denominación antes del comienzo de la temporada. Los Foshan Long-Lions se trasladaron a Guangzhou y cambiaron su nombre por el de Guangzhou Long-Lions el 23 de septiembre de 2016.

## Política de jugadores extranjeros
Todos los equipos a excepción de los Bayi Rockets tenían la opción de contar con dos jugadores extranjeros. Los últimos cuatro de la temporada anterior (a excepción de Bayi) pudieron contratar además un jugador extra asiático.

### Lista de jugadores extranjeros
| Equipo                    | Jugador 1        | Jugador 2             | Jugador de Asia       | Sustituciones en la temporada |
| ------------------------- | ---------------- | --------------------- | --------------------- | ----------------------------- |
| Bayi Rockets              | –                | –                     | –                     | –                             |
| Beijing Ducks             | Stephon Marbury  | Grant Jerrett         | –                     | Randolph Morris               |
| Beikong Fly Dragons       | Errick McCollum  | Esteban Batista       | –                     | –                             |
| Fujian Sturgeons          | Dwight Buycks    | J. J. Hickson         | –                     | Sebastian Telfair             |
| Guangdong Southern Tigers | Donald Sloan     | Carlos Boozer         | –                     | –                             |
| Guangzhou Long-Lions      | D. J. Kennedy    | Alex Stepheson        | Samad Nikkhah Bahrami | Ryan Boatright Alex Kirk      |
| Jiangsu Dragons           | MarShon Brooks   | Will McDonald         | –                     | Samardo Samuels               |
| Jiangsu Monkey King       | Jared Cunningham | Ike Diogu             | Zaid Abbas            | DeJuan Blair                  |
| Jilin Northeast Tigers    | Jabari Brown     | Malcolm Thomas        | Mehdi Kamrani         | –                             |
| Liaoning Flying Leopards  | Lester Hudson    | Shavlik Randolph      | –                     | –                             |
| Qingdao Eagles            | Dominique Jones  | Loukas Mavrokefalidis | –                     | Jerrelle Benimon              |
| Shandong Golden Stars     | A. J. Price      | Jason Thompson        | –                     | Norris Cole Justin Dentmon    |
| Shanghai Sharks           | Jimmer Fredette  | Guerschon Yabusele    | –                     | –                             |
| Shanxi Brave Dragons      | Jamaal Franklin  | Samuel Dalembert      | –                     | Henry Sims                    |
| Shenzhen Leopards         | Jeremy Pargo     | Maciej Lampe          | –                     | –                             |
| Sichuan Blue Whales       | Hamed Haddadi    | Mike Harris           | –                     | Josh Smith                    |
| Tianjin Gold Lions        | Eugene Jeter     | Jeremy Tyler          | Sani Sakakini         | –                             |
| Xinjiang Flying Tigers    | Darius Adams     | Andray Blatche        | –                     | Ben Bentil                    |
| Zhejiang Golden Bulls     | Willie Warren    | Lorenzo Brown         | –                     | Cady Lalanne                  |
| Zhejiang Guangsha Lions   | Courtney Fortson | Eli Holman            | –                     | –                             |

## Temporada regular
| #  | Temporada 2016–17 de la CBA | Temporada 2016–17 de la CBA | Temporada 2016–17 de la CBA | Temporada 2016–17 de la CBA | Temporada 2016–17 de la CBA | Temporada 2016–17 de la CBA |
| #  | Equipo                      | G                           | P                           | %                           | Pts                         | Desempate                   |
| -- | --------------------------- | --------------------------- | --------------------------- | --------------------------- | --------------------------- | --------------------------- |
| 1  | Xinjiang Flying Tigers      | 32                          | 6                           | .833                        | 70                          |                             |
| 2  | Guangdong Southern Tigers   | 30                          | 8                           | .778                        | 68                          |                             |
| 3  | Shanghai Sharks             | 30                          | 8                           | .806                        | 68                          |                             |
| 4  | Zhejiang Lions              | 30                          | 8                           | .778                        | 68                          |                             |
| 5  | Liaoning Flying Leopards    | 29                          | 9                           | .778                        | 67                          |                             |
| 6  | Shenzhen Leopards           | 23                          | 15                          | .667                        | 61                          |                             |
| 7  | Sichuan Blue Whales         | 23                          | 15                          | .583                        | 61                          |                             |
| 8  | Shandong Golden Stars       | 22                          | 16                          | .583                        | 60                          |                             |
| 9  | Beijing Ducks               | 21                          | 17                          | .556                        | 59                          |                             |
| 10 | Jiangsu Dragons             | 20                          | 18                          | .556                        | 58                          |                             |
| 11 | Tianjin Gold Lions          | 18                          | 20                          | .500                        | 56                          |                             |
| 12 | Qingdao Eagles              | 16                          | 22                          | .444                        | 54                          |                             |
| 13 | Shanxi Brave Dragons        | 16                          | 22                          | .389                        | 54                          |                             |
| 14 | Jilin Northeast Tigers      | 14                          | 24                          | .333                        | 52                          |                             |
| 15 | Fujian Sturgeons            | 12                          | 26                          | .306                        | 50                          |                             |
| 16 | Zhejiang Golden Bulls       | 10                          | 28                          | .278                        | 48                          |                             |
| 17 | Beikong Fly Dragons         | 9                           | 29                          | .250                        | 47                          |                             |
| 18 | Jiangsu Monkey King         | 8                           | 30                          | .222                        | 46                          |                             |
| 19 | Guangzhou Long-Lions        | 7                           | 31                          | .194                        | 45                          |                             |
| 20 | Bayi Rockets                | 7                           | 31                          | .167                        | 45                          |                             |

|  | Los 8 primeros acceden a los Playoffs |

## Playoffs
|  | Primera ronda            | Primera ronda             | Primera ronda            |                           |   | Semifinales               | Semifinales    | Semifinales    |  |   | Finales                | Finales                | Finales                |  |
|  | 24 de febrero–3 de marzo | 24 de febrero–3 de marzo  | 24 de febrero–3 de marzo |                           |   | 10–19 de marzo            | 10–19 de marzo | 10–19 de marzo |  |   | 31 de marzo–7 de abril | 31 de marzo–7 de abril | 31 de marzo–7 de abril |  |
|  |                          |                           |                          |                           |   |                           |                |                |  |   |                        |                        |                        |  |
|  |                          |                           |                          |                           |   |                           |                |                |  |   |                        |                        |                        |  |
|  | 1                        | Xinjiang Flying Tigers    | 3                        |                           |   |                           |                |                |  |   |                        |                        |                        |  |
|  | 1                        | Xinjiang Flying Tigers    | 3                        |                           |   |                           |                |                |  |   |                        |                        |                        |  |
|  | 8                        | Shandong Golden Stars     | 1                        |                           |   |                           |                |                |  |   |                        |                        |                        |  |
|  | 8                        | Shandong Golden Stars     | 1                        |                           | 1 | Xinjiang Flying Tigers    | 4              |                |  |   |                        |                        |                        |  |
|  |                          |                           |                          |                           | 1 | Xinjiang Flying Tigers    | 4              |                |  |   |                        |                        |                        |  |
|  |                          |                           | 5                        | Liaoning Flying Leopards  | 1 |                           |                |                |  |   |                        |                        |                        |  |
|  | 4                        | Zhejiang Lions            | 5                        | Liaoning Flying Leopards  | 1 | 1                         |                |                |  |   |                        |                        |                        |  |
|  | 4                        | Zhejiang Lions            |                          |                           |   |                           |                |                |  |   |                        |                        |                        |  |
|  | 5                        | Liaoning Flying Leopards  | 3                        |                           |   |                           |                |                |  |   |                        |                        |                        |  |
|  | 5                        | Liaoning Flying Leopards  | 3                        |                           |   |                           |                |                |  | 1 | Xinjiang Flying Tigers | 4                      |                        |  |
|  |                          |                           |                          |                           |   |                           |                |                |  | 1 | Xinjiang Flying Tigers | 4                      |                        |  |
|  |                          |                           | 2                        | Guangdong Southern Tigers | 0 |                           |                |                |  |   |                        |                        |                        |  |
|  | 2                        | Guangdong Southern Tigers | 2                        | Guangdong Southern Tigers | 0 | 3                         |                |                |  |   |                        |                        |                        |  |
|  | 2                        | Guangdong Southern Tigers |                          |                           |   |                           |                |                |  |   |                        |                        |                        |  |
|  | 7                        | Sichuan Blue Whales       | 0                        |                           |   |                           |                |                |  |   |                        |                        |                        |  |
|  | 7                        | Sichuan Blue Whales       | 0                        |                           | 2 | Guangdong Southern Tigers | 4              |                |  |   |                        |                        |                        |  |
|  |                          |                           |                          |                           | 2 | Guangdong Southern Tigers | 4              |                |  |   |                        |                        |                        |  |
|  |                          |                           | 6                        | Shenzhen Leopards         | 1 |                           |                |                |  |   |                        |                        |                        |  |
|  | 3                        | Shanghai Sharks           | 6                        | Shenzhen Leopards         | 1 | 2                         |                |                |  |   |                        |                        |                        |  |
|  | 3                        | Shanghai Sharks           |                          |                           |   |                           |                |                |  |   |                        |                        |                        |  |
|  | 6                        | Shenzhen Leopards         | 3                        |                           |   |                           |                |                |  |   |                        |                        |                        |  |
|  | 6                        | Shenzhen Leopards         | 3                        |                           |   |                           |                |                |  |   |                        |                        |                        |  |
|  |                          |                           |                          |                           |   |                           |                |                |  |   |                        |                        |                        |  |

Negrita Ganador de la serie
Cursiva Equipo con ventaja de cancha

### Primera ronda

#### (1) Xinjiang Flying Tigers vs. (8) Shandong Golden Stars
| February 24                | Xinjiang Flying Tigers                | 78–95                                 | Shandong Golden Stars                 |                                                                                           |  |  |
| 19:35                      | Parciales: 16–17, 22–32, 16–24, 24–22 | Parciales: 16–17, 22–32, 16–24, 24–22 | Parciales: 16–17, 22–32, 16–24, 24–22 |                                                                                           |  |  |
|                            |                                       |                                       |                                       | Pabellón: Shandong Arena, Jinan, Shandong Árbitros: Xia Chun, He Jingzhou, Yang Xiaoguang |  |  |
| Shandong leads series, 1–0 |                                       |                                       |                                       |                                                                                           |  |  |
|                            |                                       |                                       |                                       |                                                                                           |  |  |

| February 26      | Shandong Golden Stars                 | 104–119                               | Xinjiang Flying Tigers                |                                                                                             |  |  |
| 20:00            | Parciales: 14–33, 34–29, 22–42, 34–15 | Parciales: 14–33, 34–29, 22–42, 34–15 | Parciales: 14–33, 34–29, 22–42, 34–15 |                                                                                             |  |  |
|                  |                                       |                                       |                                       | Pabellón: Hongshan Arena, Ürümqi, Xinjiang Árbitros: Wang Junzhi, Sun Weibing, Wei Guoliang |  |  |
| Series tied, 1–1 |                                       |                                       |                                       |                                                                                             |  |  |
|                  |                                       |                                       |                                       |                                                                                             |  |  |

| March 1                    | Shandong Golden Stars                 | 93–102                                | Xinjiang Flying Tigers                |                                                                                                 |  |  |
| 20:00                      | Parciales: 21–24, 30–28, 14–24, 28–26 | Parciales: 21–24, 30–28, 14–24, 28–26 | Parciales: 21–24, 30–28, 14–24, 28–26 |                                                                                                 |  |  |
|                            |                                       |                                       |                                       | Pabellón: Hongshan Arena, Ürümqi, Xinjiang Árbitros: Yang Maogong, Song Xiaojing, Jiang Zhiyuan |  |  |
| Xinjiang leads series, 2–1 |                                       |                                       |                                       |                                                                                                 |  |  |
|                            |                                       |                                       |                                       |                                                                                                 |  |  |

| March 3                   | Xinjiang Flying Tigers                | 108–102                               | Shandong Golden Stars                 |                                                                                    |  |  |
| 19:35                     | Parciales: 20–27, 25–33, 33–17, 30–25 | Parciales: 20–27, 25–33, 33–17, 30–25 | Parciales: 20–27, 25–33, 33–17, 30–25 |                                                                                    |  |  |
|                           |                                       |                                       |                                       | Pabellón: Shandong Arena, Jinan, Shandong Árbitros: Wen Keming, Wang Mei, Duan Zhu |  |  |
| Xinjiang wins series, 3–1 |                                       |                                       |                                       |                                                                                    |  |  |
|                           |                                       |                                       |                                       |                                                                                    |  |  |

#### (2) Guangdong Southern Tigers vs. (7) Sichuan Blue Whales
| February 24                 | Guangdong Southern Tigers             | 111–91                                | Sichuan Blue Whales                   | |  |  |
| 19:35                       | Parciales: 27–22, 31–30, 25–23, 28–16 | Parciales: 27–22, 31–30, 25–23, 28–16 | Parciales: 27–22, 31–30, 25–23, 28–16 | |  |  |
|                             |                                       |                                       |                                       | Pabellón: Sichuan Provincial Stadium, Chengdu, Sichuan Árbitros: Song Yanping, Song Xiaojing, Wang Honghua |  |  |
| Guangdong leads series, 1–0 |                                       |                                       |                                       | |  |  |
|                             |                                       |                                       |                                       | |  |  |

| February 26                 | Sichuan Blue Whales                   | 99–123                                | Guangdong Southern Tigers             | |  |  |
| 19:35                       | Parciales: 27–33, 21–27, 21–31, 30–32 | Parciales: 27–33, 21–27, 21–31, 30–32 | Parciales: 27–33, 21–27, 21–31, 30–32 | |  |  |
|                             |                                       |                                       |                                       | Pabellón: Dongguan Basketball Center, Dongguan, Guangdong Árbitros: Yang Maogong, Liang Bin, Lin Wenwu |  |  |
| Guangdong leads series, 2–0 |                                       |                                       |                                       | |  |  |
|                             |                                       |                                       |                                       | |  |  |

| March 1                    | Sichuan Blue Whales                   | 97–119                                | Guangdong Southern Tigers             | |  |  |
| 19:35                      | Parciales: 27–29, 19–25, 23–33, 28–32 | Parciales: 27–29, 19–25, 23–33, 28–32 | Parciales: 27–29, 19–25, 23–33, 28–32 | |  |  |
|                            |                                       |                                       |                                       | Pabellón: Dongguan Basketball Center, Dongguan, Guangdong Árbitros: Wang Junzhi, Yang Hongfeng, Ye Nan |  |  |
| Guangdong wins series, 3–0 |                                       |                                       |                                       | |  |  |
|                            |                                       |                                       |                                       | |  |  |

#### (3) Shanghai Sharks vs. (6) Shenzhen Leopards
| February 24                | Shanghai Sharks                      | 75–115                               | Shenzhen Leopards                    |                                                                                               |  |  |
| 19:35                      | Parciales: 23–30, 15–30, 8–31, 29–24 | Parciales: 23–30, 15–30, 8–31, 29–24 | Parciales: 23–30, 15–30, 8–31, 29–24 |                                                                                               |  |  |
|                            |                                      |                                      |                                      | Pabellón: Shenzhen Dayun Arena, Shenzhen, Guangdong Árbitros: Wang Mei, Yang Hongfeng, Ye Nan |  |  |
| Shenzhen leads series, 1–0 |                                      |                                      |                                      |                                                                                               |  |  |
|                            |                                      |                                      |                                      |                                                                                               |  |  |

| February 26      | Shenzhen Leopards                                  | 99–107                                             | Shanghai Sharks                                    |                                                                                     |  |  |
| 19:35            | Parciales: 21–22, 31–26, 24–26, 16–18 (T.E.: 7–15) | Parciales: 21–22, 31–26, 24–26, 16–18 (T.E.: 7–15) | Parciales: 21–22, 31–26, 24–26, 16–18 (T.E.: 7–15) |                                                                                     |  |  |
|                  |                                                    |                                                    |                                                    | Pabellón: Yuanshen Gymnasium, Shanghái Árbitros: Qiao Longsheng, Zhang Peng, Han Xu |  |  |
| Series tied, 1–1 |                                                    |                                                    |                                                    |                                                                                     |  |  |
|                  |                                                    |                                                    |                                                    |                                                                                     |  |  |

| March 1                    | Shenzhen Leopards                     | 92–95                                 | Shanghai Sharks                       |                                                                                  |  |  |
| 19:35                      | Parciales: 23–25, 25–27, 25–17, 19–26 | Parciales: 23–25, 25–27, 25–17, 19–26 | Parciales: 23–25, 25–27, 25–17, 19–26 |                                                                                  |  |  |
|                            |                                       |                                       |                                       | Pabellón: Yuanshen Gymnasium, Shanghái Árbitros: Wen Keming, Liang Bin, Duan Zhu |  |  |
| Shanghai leads series, 2–1 |                                       |                                       |                                       |                                                                                  |  |  |
|                            |                                       |                                       |                                       |                                                                                  |  |  |

| March 3          | Shanghai Sharks                       | 93–100                                | Shenzhen Leopards                     |                                                                                                   |  |  |
| 19:35            | Parciales: 17–28, 30–24, 22–29, 24–19 | Parciales: 17–28, 30–24, 22–29, 24–19 | Parciales: 17–28, 30–24, 22–29, 24–19 |                                                                                                   |  |  |
|                  |                                       |                                       |                                       | Pabellón: Shenzhen Dayun Arena, Shenzhen, Guangdong Árbitros: Song Yanping, Song Xiaojing, Ye Nan |  |  |
| Series tied, 2–2 |                                       |                                       |                                       |                                                                                                   |  |  |
|                  |                                       |                                       |                                       |                                                                                                   |  |  |

| March 5                   | Shenzhen Leopards                                  | 102–95                                             | Shanghai Sharks                                    |                                                                                          |  |  |
| 19:35                     | Parciales: 24–24, 29–21, 18–19, 18–25 (T.E.: 13–6) | Parciales: 24–24, 29–21, 18–19, 18–25 (T.E.: 13–6) | Parciales: 24–24, 29–21, 18–19, 18–25 (T.E.: 13–6) |                                                                                          |  |  |
|                           |                                                    |                                                    |                                                    | Pabellón: Yuanshen Gymnasium, Shanghái Árbitros: Yang Maogong, Wen Keming, Jiang Zhiyuan |  |  |
| Shenzhen wins series, 3–2 |                                                    |                                                    |                                                    |                                                                                          |  |  |
|                           |                                                    |                                                    |                                                    |                                                                                          |  |  |

#### (4) Zhejiang Lions vs. (5) Liaoning Flying Leopards
| February 24               | Zhejiang Lions                        | 114–124                               | Liaoning Flying Leopards              |                                                                                        |  |  |
| 19:35                     | Parciales: 21–33, 25–29, 28–26, 40–36 | Parciales: 21–33, 25–29, 28–26, 40–36 | Parciales: 21–33, 25–29, 28–26, 40–36 |                                                                                        |  |  |
|                           |                                       |                                       |                                       | Pabellón: Benxi Gymnasium, Benxi, Liaoning Árbitros: Qiao Longsheng, Duan Zhu, Guo Nan |  |  |
| Liaoning leads series 1–0 |                                       |                                       |                                       |                                                                                        |  |  |
|                           |                                       |                                       |                                       |                                                                                        |  |  |

| February 26      | Liaoning Flying Leopards              | 110–118                               | Zhejiang Lions                        |                                                                                              |  |  |
| 19:35            | Parciales: 22–22, 31–26, 16–37, 41–33 | Parciales: 22–22, 31–26, 16–37, 41–33 | Parciales: 22–22, 31–26, 16–37, 41–33 |                                                                                              |  |  |
|                  |                                       |                                       |                                       | Pabellón: Hangzhou Gymnasium, Hangzhou, Zhejiang Árbitros: Wen Keming, Yan Jun, Cui Zhexiong |  |  |
| Series tied, 1–1 |                                       |                                       |                                       |                                                                                              |  |  |
|                  |                                       |                                       |                                       |                                                                                              |  |  |

| March 1                   | Liaoning Flying Leopards              | 117–100                               | Zhejiang Lions                        |                                                                                                |  |  |
| 19:35                     | Parciales: 21–19, 35–22, 28–31, 33–28 | Parciales: 21–19, 35–22, 28–31, 33–28 | Parciales: 21–19, 35–22, 28–31, 33–28 |                                                                                                |  |  |
|                           |                                       |                                       |                                       | Pabellón: Hangzhou Gymnasium, Hangzhou, Zhejiang Árbitros: Song Yanping, Wang Mei, He Jingzhou |  |  |
| Liaoning leads series 2–1 |                                       |                                       |                                       |                                                                                                |  |  |
|                           |                                       |                                       |                                       |                                                                                                |  |  |

| March 3                   | Zhejiang Lions                        | 106–112                               | Liaoning Flying Leopards              |                                                                                               |  |  |
| 19:35                     | Parciales: 27–27, 22–23, 32–30, 25–32 | Parciales: 27–27, 22–23, 32–30, 25–32 | Parciales: 27–27, 22–23, 32–30, 25–32 |                                                                                               |  |  |
|                           |                                       |                                       |                                       | Pabellón: Benxi Gymnasium, Benxi, Liaoning Árbitros: Qiao Longsheng, Liang Bin, Yang Hongfeng |  |  |
| Liaoning wins series, 3–1 |                                       |                                       |                                       |                                                                                               |  |  |
|                           |                                       |                                       |                                       |                                                                                               |  |  |

### Semifinales

#### (1) Xinjiang Flying Tigers vs. (5) Liaoning Flying Leopards
| March 10                   | Liaoning Flying Leopards              | 93–118                                | Xinjiang Flying Tigers                |                                                                                        |  |  |
| 19:35                      | Parciales: 21–25, 25–33, 26–37, 21–23 | Parciales: 21–25, 25–33, 26–37, 21–23 | Parciales: 21–25, 25–33, 26–37, 21–23 |                                                                                        |  |  |
|                            |                                       |                                       |                                       | Pabellón: Hongshan Arena, Ürümqi, Xinjiang Árbitros: Wen Keming, He Jingzhou, Duan Zhu |  |  |
| Xinjiang leads series, 1–0 |                                       |                                       |                                       |                                                                                        |  |  |
|                            |                                       |                                       |                                       |                                                                                        |  |  |

| March 12                   | Liaoning Flying Leopards              | 90–102                                | Xinjiang Flying Tigers                |                                                                                               |  |  |
| 19:35                      | Parciales: 23–18, 22–22, 15–32, 30–30 | Parciales: 23–18, 22–22, 15–32, 30–30 | Parciales: 23–18, 22–22, 15–32, 30–30 |                                                                                               |  |  |
|                            |                                       |                                       |                                       | Pabellón: Hongshan Arena, Ürümqi, Xinjiang Árbitros: Qiao Longsheng, Du Xiyuan, Song Xiaojing |  |  |
| Xinjiang leads series, 2–0 |                                       |                                       |                                       |                                                                                               |  |  |
|                            |                                       |                                       |                                       |                                                                                               |  |  |

| March 15                   | Xinjiang Flying Tigers                | 116–108                               | Liaoning Flying Leopards              |                                                                                          |  |  |
| 19:35                      | Parciales: 31–22, 29–22, 37–24, 19–40 | Parciales: 31–22, 29–22, 37–24, 19–40 | Parciales: 31–22, 29–22, 37–24, 19–40 |                                                                                          |  |  |
|                            |                                       |                                       |                                       | Pabellón: Benxi Gymnasium, Benxi, Liaoning Árbitros: Wen Keming, Wang Xiaochun, Duan Zhu |  |  |
| Xinjiang leads series, 3–0 |                                       |                                       |                                       |                                                                                          |  |  |
|                            |                                       |                                       |                                       |                                                                                          |  |  |

| March 17                   | Xinjiang Flying Tigers                | 107–109                               | Liaoning Flying Leopards              |                                                                                     |  |  |
| 19:35                      | Parciales: 25–33, 32–29, 24–22, 26–25 | Parciales: 25–33, 32–29, 24–22, 26–25 | Parciales: 25–33, 32–29, 24–22, 26–25 |                                                                                     |  |  |
|                            |                                       |                                       |                                       | Pabellón: Benxi Gymnasium, Benxi, Liaoning Árbitros: Song Yanping, Wang Mei, Ye Nan |  |  |
| Xinjiang leads series, 3–1 |                                       |                                       |                                       |                                                                                     |  |  |
|                            |                                       |                                       |                                       |                                                                                     |  |  |

| March 19                  | Xinjiang Flying Tigers                | 111–103                               | Liaoning Flying Leopards              |                                                                                               |  |  |
| 19:35                     | Parciales: 31–26, 27–23, 26–35, 27–19 | Parciales: 31–26, 27–23, 26–35, 27–19 | Parciales: 31–26, 27–23, 26–35, 27–19 |                                                                                               |  |  |
|                           |                                       |                                       |                                       | Pabellón: Benxi Gymnasium, Benxi, Liaoning Árbitros: Qiao Longsheng, Liang Bin, Yang Hongfeng |  |  |
| Xinjiang wins series, 4–1 |                                       |                                       |                                       |                                                                                               |  |  |
|                           |                                       |                                       |                                       |                                                                                               |  |  |

#### (2) Guangdong Southern Tigers vs. (6) Shenzhen Leopards
| March 10                    | Shenzhen Leopards                     | 113–130                               | Guangdong Southern Tigers             | |  |  |
| 19:35                       | Parciales: 18–38, 33–28, 28–36, 34–28 | Parciales: 18–38, 33–28, 28–36, 34–28 | Parciales: 18–38, 33–28, 28–36, 34–28 | |  |  |
|                             |                                       |                                       |                                       | Pabellón: Dongguan Basketball Center, Dongguan, Guangdong Árbitros: Wang Junzhi, Liang Bin, Ye Nan |  |  |
| Guangdong leads series, 1–0 |                                       |                                       |                                       | |  |  |
|                             |                                       |                                       |                                       | |  |  |

| March 12                    | Shenzhen Leopards                     | 88–98                                 | Guangdong Southern Tigers             | |  |  |
| 19:35                       | Parciales: 18–26, 26–22, 23–25, 21–25 | Parciales: 18–26, 26–22, 23–25, 21–25 | Parciales: 18–26, 26–22, 23–25, 21–25 | |  |  |
|                             |                                       |                                       |                                       | Pabellón: Dongguan Basketball Center, Dongguan, Guangdong Árbitros: Song Yanping, Wang Mei, Yang Hongfeng |  |  |
| Guangdong leads series, 2–0 |                                       |                                       |                                       | |  |  |
|                             |                                       |                                       |                                       | |  |  |

| March 15                    | Guangdong Southern Tigers             | 90–109                                | Shenzhen Leopards                     | |  |  |
| 20:00                       | Parciales: 28–28, 23–25, 23–32, 16–24 | Parciales: 28–28, 23–25, 23–32, 16–24 | Parciales: 28–28, 23–25, 23–32, 16–24 | |  |  |
|                             |                                       |                                       |                                       | Pabellón: Shenzhen Dayun Arena, Shenzhen, Guangdong Árbitros: Yang Maogong, Jiang Zhiyuan, Yan Jun |  |  |
| Guangdong leads series, 2–1 |                                       |                                       |                                       | |  |  |
|                             |                                       |                                       |                                       | |  |  |

| March 17                    | Guangdong Southern Tigers             | 90–81                                 | Shenzhen Leopards                     |                                                                                                  |  |  |
| 19:35                       | Parciales: 24–18, 25–25, 17–23, 24–15 | Parciales: 24–18, 25–25, 17–23, 24–15 | Parciales: 24–18, 25–25, 17–23, 24–15 |                                                                                                  |  |  |
|                             |                                       |                                       |                                       | Pabellón: Shenzhen Dayun Arena, Shenzhen, Guangdong Árbitros: Xia Chun, Song Xiaojing, Du Xiyuan |  |  |
| Guangdong leads series, 3–1 |                                       |                                       |                                       |                                                                                                  |  |  |
|                             |                                       |                                       |                                       |                                                                                                  |  |  |

| March 19                   | Guangdong Southern Tigers             | 103–90                                | Shenzhen Leopards                     |                                                                                                |  |  |
| 19:35                      | Parciales: 31–16, 31–24, 28–32, 13–18 | Parciales: 31–16, 31–24, 28–32, 13–18 | Parciales: 31–16, 31–24, 28–32, 13–18 |                                                                                                |  |  |
|                            |                                       |                                       |                                       | Pabellón: Shenzhen Dayun Arena, Shenzhen, Guangdong Árbitros: Yang Maogong, Wang Mei, Duan Zhu |  |  |
| Guangdong wins series, 4–1 |                                       |                                       |                                       |                                                                                                |  |  |
|                            |                                       |                                       |                                       |                                                                                                |  |  |

### Finales

#### (1) Xinjiang Flying Tigers vs. (2) Guangdong Southern Tigers
| March 31                   | Guangdong Southern Tigers             | 105–122                               | Xinjiang Flying Tigers                |                                                                                         |  |  |
| 20:00                      | Parciales: 27–29, 23–31, 29–37, 26–25 | Parciales: 27–29, 23–31, 29–37, 26–25 | Parciales: 27–29, 23–31, 29–37, 26–25 |                                                                                         |  |  |
|                            |                                       |                                       |                                       | Pabellón: Hongshan Arena, Ürümqi, Xinjiang Árbitros: Wang Junzhi, Xia Chun, He Jingzhou |  |  |
| Xinjiang leads series, 1–0 |                                       |                                       |                                       |                                                                                         |  |  |
|                            |                                       |                                       |                                       |                                                                                         |  |  |

| April 2                    | Guangdong Southern Tigers             | 97–103                                | Xinjiang Flying Tigers                |                                                                                              |  |  |
| 20:00                      | Parciales: 30–16, 18–34, 32–31, 17–22 | Parciales: 30–16, 18–34, 32–31, 17–22 | Parciales: 30–16, 18–34, 32–31, 17–22 |                                                                                              |  |  |
|                            |                                       |                                       |                                       | Pabellón: Hongshan Arena, Ürümqi, Xinjiang Árbitros: Yang Maogong, Wen Keming, Yang Hongfeng |  |  |
| Xinjiang leads series, 2–0 |                                       |                                       |                                       |                                                                                              |  |  |
|                            |                                       |                                       |                                       |                                                                                              |  |  |

| April 5                    | Xinjiang Flying Tigers                | 104–91                                | Guangdong Southern Tigers             | |  |  |
| 19:30                      | Parciales: 32–15, 30–29, 23–21, 19–26 | Parciales: 32–15, 30–29, 23–21, 19–26 | Parciales: 32–15, 30–29, 23–21, 19–26 | |  |  |
|                            |                                       |                                       |                                       | Pabellón: Dongguan Basketball Center, Dongguan, Guangdong Árbitros: Qiao Longsheng, Liang Bin, Song Xiaojing |  |  |
| Xinjiang leads series, 3–0 |                                       |                                       |                                       | |  |  |
|                            |                                       |                                       |                                       | |  |  |

| April 7                   | Xinjiang Flying Tigers                | 117–109                               | Guangdong Southern Tigers             | |  |  |
| 19:30                     | Parciales: 17–27, 36–22, 34–26, 30–34 | Parciales: 17–27, 36–22, 34–26, 30–34 | Parciales: 17–27, 36–22, 34–26, 30–34 | |  |  |
|                           |                                       |                                       |                                       | Pabellón: Dongguan Basketball Center, Dongguan, Guangdong Árbitros: Yang Maogong, Qiao Longsheng, Wen Keming |  |  |
| Xinjiang wins series, 4–0 |                                       |                                       |                                       | |  |  |
|                           |                                       |                                       |                                       | |  |  |